# Konfident
Konfident avser den som är föremål för kristen själavård och bikt. 
Begreppet etablerades av Göte Bergsten i hans bok Psykologien och själens vård 1945 (sidan 48) och avser att markera skillnaden mot den medicinska termen 'patient' och det mera precisa 'biktbarn'. Det avsåg att tydliggöra skillnaden mellan läkarens och prästens kompetenser.